# Siqueiros, pasión, color de furia
Siqueiros, pasión, color de furia è un documentario del 1996 diretto da Hector Tajonar e basato sulla vita del pittore messicano David Alfaro Siqueiros.